# Micrasema abhavyam
Micrasema abhavyam is een schietmot uit de familie Brachycentridae. De soort komt voor in het Oriëntaals gebied.